# Pieter Omtzigt
Pieter Herman Omtzigt (ur. 8 stycznia 1974 w Hadze) – holenderski polityk, ekonomista i nauczyciel akademicki, poseł do Tweede Kamer.

## Życiorys
W 1996 ukończył studia z ekonomii i statystyki na University of Exeter. W międzyczasie kształcił się również na Uniwersytecie LUISS w Rzymie. W 2003 doktoryzował się z ekonomii w Europejskim Instytucie Uniwersyteckim we Florencji. Był członkiem zarządu młodzieżówki chrześcijańskiej organizacji związkowej Christelijk Nationaal Vakverbond. Pracował jako nauczyciel akademicki na Università degli Studi dell’Insubria w Varese, następnie był stażystą podoktorskim na Uniwersytecie Amsterdamskim.
W 2000 dołączył do Apelu Chrześcijańsko-Demokratycznego (CDA). W 2003 objął mandat posła do Tweede Kamer; utrzymał go również w 2006. Nie uzyskał reelekcji w wyborach w 2010, powrócił jednak do niższej izby Stanów Generalnych jeszcze w tym samym roku. Wybierany na kolejne kadencje w 2012 i 2017.
Pieter Omtzigt zyskiwał osobistą popularność, w tym dzięki udziałowi w ujawnieniu tzw. afery zasiłkowej, która przyczyniła się do dymisji współtworzonego przez CDA trzeciego rządu Marka Ruttego. Wcześniej w 2020 ubiegał się o przywództwo w Apelu Chrześcijańsko-Demokratycznego. Otrzymał ponad 49% głosów, pokonał go wówczas Hugo de Jonge. Gdy ten ostatni zrezygnował z liderowania partii, Pieter Omtzigt nie otrzymał propozycji objęcia tej funkcji (kierownictwo CDA przejął wówczas Wopke Hoekstra).
W 2021 po raz kolejny uzyskał mandat poselski. W trakcie rozmów koalicyjnych nad utworzeniem nowego rządu kontrowersje wywołało zdjęcie zrobione jednej z negocjatorek. Uwidoczniono na nim dokument, w których nazwisko Pietera Omtzigta pojawiło się obok słów „stanowisko gdzie indziej”. W czerwcu 2021 wyciekła notatka, w której polityk ostro krytykował sposób, w jaki był traktowany w partii; zarzucał m.in., że członkowie CDA określają go w rozmowach jako psychopatę. W tym samym miesiącu zrezygnował z członkostwa w Apelu Chrześcijańsko-Demokratycznym. Pozostał posłem niezrzeszonym, przy czym od czerwca do września 2021 z przyczyn zdrowotnych nie wykonywał mandatu (zastępował go Henri Bontenbal).
W sierpniu 2023, na kilka miesięcy przed przedterminowymi wyborami, ogłosił utworzenie nowej formacji pod nazwą Nowa Umowa Społeczna. W opublikowanym kilka dni później sondażu wyborczym partia ta uzyskała najwyższe poparcie. W przedterminowych wyborach z listopada 2023 ugrupowanie zajęło czwarte miejsce, wprowadzając 20 posłów; Pieter Omtzigt utrzymał mandat na kolejną kadencję. Jego formacja dołączyła następnie do rządu Dicka Schoofa.
W kwietniu 2025 Pieter Omtzigt ustąpił z funkcji lidera NSC i ogłosił odejście z polityki, motywując to wypaleniem zawodowym.